# Reologia

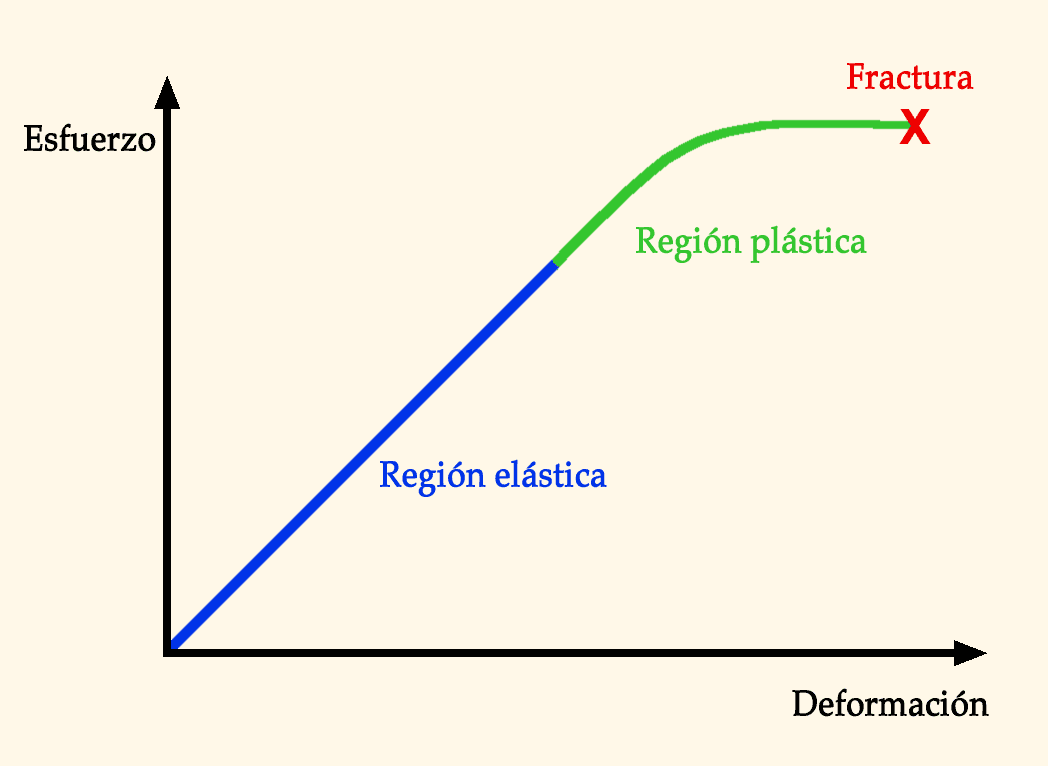
Relació entre esforç i deformació en un sòlid. Per a unes condicions donades de pressió i temperatura, el material respon a l'aplicació d'un esforç primer amb una deformació elàstica (reversible, la feina de la qual s'acumula en forma d'energia potencial) que és directament proporcional a l'esforç; després amb una deformació plàstica (irreversible, que es dissipa en forma de calor), que creix més de pressa que l'esforç; i finalment, amb una deformació rígida (trencament), que a diferència de les anteriors, trenca la continuïtat original del material.

La reologia és l'estudi de la deformació i el flux de la matèria. Aquest terme va ser introduït per Eugen Bingham l'any 1929. La reologia s'ocupa principalment de l'estat líquid però també d'estats tous de la matèria o de sòlids sota condicions en les quals responen com un flux plàstic en lloc de deformar-se elàsticament en resposta a la força aplicada.
S'aplica a substàncies que tenen una estructura molecular complexa, com fangs, llots, suspensions químiques, polímers i altres formes vítrees de transició (p. e. silicats), com també molts aliments i additius alimentaris, fluids sanguinis (com la sang) i altres materials biològics.

## Etimologia
El terme reologia va ser encunyat per Eugene C. Bingham, professor del Lafayette College, el 1920, a partir d'un suggeriment d'un col·lega, Markus Reiner. El terme es va inspirar en l'aforisme d'Heràclit (sovint atribuït erròniament a Simplicius), panta rhei (πάντα ῥεῖ, 'tot flueix') i es va utilitzar per primera vegada per descriure el flux de líquids i la deformació dels sòlids. S'aplica a substàncies que tenen una microestructura complexa, com ara fangs, suspensions, polímers i altres formadors de vidre (per exemple, silicats), així com molts aliments i additius, líquids corporals (per exemple, sang) i altres materials biològics que pertanyen al classe de matèria tova com els aliments.

## Definició
La reologia és la part de la física que estudia la relació entre l'esforç i la deformació en els materials que són capaços de fluir. La reologia és una part de la mecànica dels medis continus. Un dels objectius de la reologia és trobar equacions constitutives per modelar el comportament dels materials.
Les propietats mecàniques estudiades en la reologia es poden mesurar mitjançant reòmetres, que són uns aparells que permeten sotmetre el material a diferents tipus de deformacions controlades i mesurar els esforços o viceversa. Algunes de les propietats reològiques més importants són: 
- Viscositat aparent (relació entre esforç de tall i velocitat de tall)
- Coeficients d'esforços normals
- Viscositat complexa davant esforços de tall oscil·latori
- Mòdul d'emmagatzemament i mòdul de pèrdues (comportament viscoelàstic lineal)
- Funcions complexes de viscoelasticitat no lineal

| Mecànica del continu L'estudi de la física de materials continus | Mecànica de sòlids L'estudi de la física de materials continus amb una forma de repòs definida.            | Elasticitat Descriu els materials que tornen a la seva forma de repòs després que s'han eliminat esforços aplicats. | Elasticitat Descriu els materials que tornen a la seva forma de repòs després que s'han eliminat esforços aplicats. |
| Mecànica del continu L'estudi de la física de materials continus | Mecànica de sòlids L'estudi de la física de materials continus amb una forma de repòs definida.            | Plasticitat Descriu materials que es deformen permanentment després d'una esforç suficient aplicat.                 | Reologia Estudi de materials amb característiques tant sòlides com fluides.                                         |
| Mecànica del continu L'estudi de la física de materials continus | Mecànica de fluids Estudi de la física de materials continus que es deformen quan se sotmeten a una força. | Fluid no newtonià No pateix velocitats de deformació proporcionals a l'esforç tallant aplicat.                      | Reologia Estudi de materials amb característiques tant sòlides com fluides.                                         |
| Mecànica del continu L'estudi de la física de materials continus | Mecànica de fluids Estudi de la física de materials continus que es deformen quan se sotmeten a una força. | El fluid newtonià experimenta velocitats de deformació proporcionals a l'esforç tallant aplicat.                    | |

Els estudis teòrics en reologia de vegades fan servir models microscòpics per a explicar el comportament d'un material. Per exemple, en l'estudi de polímers aquests es poden representar com cadenes d'esferes connectades mitjançant enllaços rígids o elàstics.
Si ens fixem en el sentit etimològic del mot reologia podríem definir-lo com la ciència del flux. La reologia descriu la deformació d'un cos sota la influència d'esforços, però la reologia no està limitada als polímers, es pot aplicar a tota mena de materials, sòlids, líquids o gasosos.
Un sòlid ideal es deforma elàsticament i l'energia requerida per a la deformació es recupera totalment quan es retira l'esforç aplicat. Mentre que els fluids ideals es deformen irreversiblement, flueixen, i l'energia requerida per a la deformació es dissipa en l'interior del fluid en forma de calor i no es pot recuperar en retirar l'esforç. Però solament uns pocs líquids es comporten com líquids ideals, la immensa majoria dels líquids mostren un comportament reològic que es classifica en una regió a mig camí entre els líquids i els sòlids: són al mateix temps elàstics i viscosos, per això es denominen viscoelàstics. Per altra banda, els sòlids reals es poden deformar irreversiblement sota la influència de forces de suficient magnitud, en definitiva, poden fluir.
En aquesta classificació dels comportaments reològics dels materials en relació amb la seva resposta als esforços aplicats s'ha d'introduir un nou paràmetre, que és l'escala de temps en la qual s'aplica la deformació. A tal efecte, es defineix una nova magnitud que consideri el temps d'observació; es tracta del nombre de Deborah: De=λ/t, en què λ és el temps de relaxació i t és el temps d'observació.
En aquest sentit, podem dir que els sòlids tenen un temps de relaxació infinit, mentre que en el cas dels líquids aquest valor s'aproxima a zero. Per altra banda, si considerem processos de deformació característics associats als típics temps d'observació, podem dir que un nombre de Deborah gran defineix un comportament de tipus sòlid i un nombre de Deborah petit defineix un comportament de tipus líquid.
L'exemple següent pot ajudar a entendre-ho: les vidrieres de la catedral de Chartres a França han fluït d'ençà que foren produïdes fa 600 anys. En l'època medieval aquestes vidrieres tenien un gruix uniforme, però avui en dia les molècules de vidre han fluït per efecte de la gravetat, de manera que l'espessor en la part inferior és més que el doble del gruix de la part superior. El temps d'observació tan gran fa que el nombre de Deborah sigui petit, per la qual cosa sòlids com el vidre es poden classificar com líquids.
Com a conclusió es pot dir que substàncies com l'aigua o el vidre no es poden classificar com líquids o sòlids, sinó que com a màxim podem dir que tenen un comportament de líquid o sòlid sota unes determinades condicions d'esforç, deformació o temps.

## Viscoelasticitat
- El caràcter fluid i sòlid és rellevant durant molt de temps:
Es considera l'aplicació d'una tensió constant (l'anomenat experiment de fluència):
  - si el material, després d'alguna deformació, finalment resisteix una deformació addicional, es considera un sòlid
  - si, en canvi, el material flueix indefinidament, es considera un fluid
- Per contra, el comportament elàstic i viscós (o intermedi, viscoelàstic) és rellevant en temps curts (comportament transitori):
Es considera l'aplicació d'una tensió constant:[11]
  - si la tensió de deformació del material augmenta linealment amb l'augment de la tensió aplicada, aleshores el material és elàstic lineal dins de l'interval que mostra deformacions recuperables. L'elasticitat és essencialment un procés independent del temps, ja que les soques apareixen en el moment en què s'aplica l'estrès, sense cap retard temporal.
  - si la velocitat de deformació del material augmenta linealment amb l'augment de la tensió aplicada, aleshores el material és viscós en el sentit newtonià. Aquests materials es caracteritzen pel retard de temps entre la tensió constant aplicada i la deformació màxima.
  - si els materials es comporten com una combinació de components viscosos i elàstics, aleshores el material és viscoelàstic. Teòricament, aquests materials poden mostrar tant una deformació instantània com a material elàstic com una deformació depenent del temps retardada com en els fluids.
- La plasticitat és el comportament observat després que el material estigui sotmès a una "tensió de fluència":
Un material que es comporta com un sòlid sota tensions aplicades baixes pot començar a fluir per sobre d'un cert nivell de tensió, anomenat estrès de fluència del material. El terme "sòlid plàstic" s'utilitza sovint quan aquest llindar de plasticitat és bastant alt, mentre que "fluid de tensió de fluència" s'utilitza quan el llindar de tensió és més aviat baix. Tanmateix, no hi ha cap diferència fonamental entre els dos conceptes.

## Nombres adimensionals

### Nombre de Deborah
En un extrem de l'espectre tenim un inviscid o un simple fluid newtonià i a l'altre extrem, un sòlid rígid; per tant, el comportament de tots els materials es troba entre aquests dos extrems. La diferència de comportament del material es caracteritza pel nivell i la naturalesa d'elasticitat present en el material quan es deforma, la qual cosa porta el comportament del material al règim no newtonià. El nombre de Deborah no dimensional està dissenyat per tenir en compte el grau de comportament no newtonià en un flux. El nombre de Deborah es defineix com la relació entre el temps característic de relaxació (que depèn purament del material i altres condicions com la temperatura) i el temps característic de l'experiment o observació. Els nombres de Deborah petits representen el flux newtonià, mentre que el comportament no newtonià (amb efectes viscosos i elàstics presents) es produeix per als nombres de Deborah de rang intermedi, i els nombres de Deborah alts indiquen un sòlid elàstic/rígid. Com que el nombre de Deborah és una quantitat relativa, el numerador o el denominador poden alterar el nombre. Es pot obtenir un nombre de Deborah molt petit per a un fluid amb un temps de relaxació extremadament petit o un temps experimental molt gran, per exemple.
Quan el comportament reològic d'un material inclou una transició d'elàstic a viscós a mesura que augmenta l'escala de temps (o, de manera més general, una transició d'un comportament més resistent a un de menys resistent), es pot definir l'escala de temps rellevant com un temps de relaxació de el material. En conseqüència, la relació entre el temps de relaxació d'un material i l'escala de temps d'una deformació s'anomena nombre de Deborah. Els nombres de Deborah petits corresponen a situacions en què el material té temps per relaxar-se (i es comporta de manera viscosa), mentre que els nombres de Deborah alts corresponen a situacions en què el material es comporta de manera força elàstica.
Tingueu en compte que el nombre de Deborah és rellevant per a materials que flueixen en escales de temps llargues (com un fluid Maxwell), però "no" per al tipus invers de materials (material Kelvin–Voigt) que són viscosos a curt termini però sòlids a llarg termini.

### Nombre de Reynolds
En mecànica de fluids, el nombre de Reynolds és una mesura de la ració de les forces inercials ({\displaystyle v_{s}\rho }) a forces de viscoses. ({\displaystyle {\frac {\mu }{L}}}) i, en conseqüència, quantifica la importància relativa d'aquests dos tipus d'efectes per a condicions de flux donades. Sota un nombre de Reynolds baix dominen els efectes viscosos i el flux és laminar, mentre que a un nombre de Reynolds alt predomina la inèrcia i el flux pot ser turbulent. No obstant això, com que la reologia es refereix a fluids que no tenen una viscositat fixa, però que pot variar amb el flux i el temps, el càlcul del nombre de Reynolds pot ser complicat.
És un dels nombres adimensionals més importants de la dinàmica de fluids i s'utilitza, normalment juntament amb altres nombres adimensionals, per proporcionar un criteri per determinar la similitud dinàmica. Quan dos patrons de flux geomètricament similars, en fluids potser diferents amb cabals possiblement diferents, tenen els mateixos valors per als nombres adimensionals rellevants, es diu que són dinàmicament similars.
Normalment es dona de la següent manera:
{\displaystyle \mathrm {Re} ={\frac {\rho {\frac {u_{s}^{2}}{L}}}{\mu {\frac {u_{s}}{L^{2}}}}}={\frac {\rho u_{s}L}{\mu }}={\frac {u_{s}L}{\nu }}}
on:
- us – significa velocitat del flux, [m s−1]
- L – longitud característica, [m]
- μ – viscositat de fluid dinàmica (absoluta), [N s m−2] o [Pa s]
- ν – viscositat del fluid cinemàtic: {\displaystyle v={\frac {\mu }{\rho }}}, [m² s−1]
- ρ – densitat del fluid, [kg m−3].

## Mesura
Els reòmetres són instruments utilitzats per caracteritzar les propietats reològiques dels materials, normalment fluids que són fosos o solucions. Aquests instruments imposen un camp d'esforç o deformació específic al fluid, i controlen la deformació o esforç resultant. Els instruments poden funcionar en flux constant o fluix oscil·latori, tant en cisalla com en extensió.

## Aplicacions
La reologia té aplicacions en ciència dels materials, enginyeria, geofísica, fisiologia, biologia humana i farmacèutica. La ciència dels materials s'utilitza en la producció de moltes substàncies industrialment importants, com ara ciment, pintura i xocolata, que tenen característiques de flux complexes. A més, la teoria de plasticitat ha estat igualment important per al disseny de processos de conformació de metalls. La ciència de la reologia i la caracterització de les propietats viscoelàstiques en la producció i l'ús de materials polimèrics ha estat fonamental per a la producció de molts productes per al seu ús tant en els sectors industrial com militar.
L'estudi de les propietats de flux dels líquids és important per als farmacèutics que treballen en la fabricació de diverses formes de dosificació, com ara líquids simples, ungüents, cremes, pastes, etc. El comportament de flux dels líquids sota estrès aplicat és de gran rellevància en el camp de la farmàcia. Les propietats de flux s'utilitzen com a eines importants de control de qualitat per mantenir la superioritat del producte i reduir les variacions de lot a lot. També s'utilitza en els laboratoris de cereals on gràcies al farinògraf, podem conèixer les diferents qualitats reològiques de masses i farines.